# Mario Pei
Mario Pei (* 16. Februar 1901 in Rom; † 2. März 1978 in Glen Ridge (New Jersey)) war ein US-amerikanischer Romanist, Linguist  und Autor italienischer Herkunft.

## Leben und Werk
Mario Andrew Pei  kam 1908 in die Vereinigten Staaten. Er promovierte an der Columbia University mit der Arbeit  The language of the eight-century texts in northern France. A study of the original documents in the collection of Tardif and other sources (New York 1932) und lehrte an der gleichen Universität, ab 1952 als Full Professor für Romanische Philologie. Er publizierte zahlreiche Werke in und außerhalb der Romanistik, viele mit erheblicher Breitenwirkung.

## Weltsprachen
Pei war auch ein Befürworter von Esperanto. Seine positiven Meinungen dazu schrieb er in seinem Buch One Language for the World (Eine Sprache für die Welt). Er schrieb auch eine 21-seitige Broschüre mit dem Titel Wanted: a World Language, die vollständig in English und Esperanto verfasst war.

## Weitere Werke

### Romanistik
- The Italian Language, New York 1941
- French Precursors of the Chanson de Roland, New York 1948, 1966
- A comparative practical grammar of French, Spanish and Italian, New York 1949
- (mit Edmond A. Méras) First-year French. A conversational grammar and reader, New York 1950, 1957
- (mit Emilio Peruzzi and Gino Bigongiari) Getting Along in Italian, 1957, 1958
- (mit John Fisher), Getting Along in French, 1957, 1961
- (mit Eloy Vaquero) Getting along in Spanish, 1957, 1972
- (mit Alexander R. Prista) Getting along in Portuguese, New York 1958
- Studies in Romance philology and literature, Chapel Hill 1964, 1966
- The Story of Latin and the Romance Languages, New York 1976

### Allgemeine Linguistik und Anglistik
- Languages for war and peace, New York 1943, 1945; u. d. T.  The world's chief languages. Formerly: Languages for war and peace, New York 1946, 1949, 1960
- The Story of Language, Philadelphia 1949, 1952, 1965, New York 1984 (italienisch: La meravigliosa storia del linguaggio, Florenz 1952, 1970; französisch: Histoire du langage, Paris 1954; spanisch: La maravillosa historia del lenguaje, Madrid 1955, 1965; ungarisch 1966; japanisch 1979)
- The Story of English. A Modern Approach, Philadelphia 1952, 1962; u. d. T.  The story of the English language, 1967
- (Hrsg. mit Frank Gaynor) Liberal arts dictionary in English, French, German, Spanish, New York 1952
- All about language, Philadelphia 1954 (japanisch 1979)
- (mit Frank Gaynor) A Dictionary of linguistics, New York 1954, London 1958, 1968
- Language for everybody. What it is and how to master it, New York 1956
- (mit Robert Politzer) Getting Along in German 1957, 1965
- One Language for the World, New York 1958, 1968
- (mit Eloise Lambert) The book of place names, New York 1959
- (mit Fedor I. Nikanov) Getting Along in Russian, New York 1959
- (mit Eloise Lambert) Our names. Where they came from and what they mean, New York 1960
- Talking your way around the world, New York 1961
- The Families of Words, New York 1962, 1972, 1974
- Voices of Man. The Meaning and Function of Language, New York/London 1962
- Invitation to linguistics. A basic introduction to the science of language, Garden City 1965 (spanisch Mexiko 1970, arabisch 1983)
- Glossery of linguistic terminology, New York 1966
- How to learn languages and what languages to learn, New York 1966, 1973
- (Hrsg.) Language of the specialists. A communications guide to twenty different fields, New York 1966
- (Hrsg.) Language today. A survey of current linguistic thought, New York 1967
- The many hues of English, New York 1967
- What's In A Word? Language yesterday, today, and tomorrow, New York 1968, 1975
- Words in Sheep's Clothing, New York 1969
- Weasel Words. Saying What You Don't Mean, New York 1972, 1978
- Double-speak in America, New York 1973
- (mit Salvatore Ramondino) Dictionary of foreign terms, New York 1975

### Essayistik
- The American road to peace. A constitution for the world, New York 1945
- The consumer's manifesto, New York 1960
- Our National Heritage, Boston 1965 (japanisch 1973)
- America we lost. The concerns of a conservative, New York 1968

### Fiktion
- Swords of Anjou. A novel, New York 1953, San Diego 1977
- The sparrows of Paris, New York 1958
- Tales of the natural and supernatural, Old Greenwich, Conn. 1971